# Swinton and Pendlebury
Swinton and Pendlebury är en unparished area i distriktet Salford, i grevskapet Greater Manchester, i England. Det inkluderar Clifton, Clifton Green, Moorside, Newtown, Pendlebury, Swinton och Swinton Park. Unparished area hade 36 928 invånare år 2001. Fram till 1974 var det ett separat distrikt.